# Setvena bradleyi
Setvena bradleyi är en bäcksländeart som först beskrevs av Smith, L.W. 1917.  Setvena bradleyi ingår i släktet Setvena och familjen rovbäcksländor. Inga underarter finns listade i Catalogue of Life.